# Сриблястый
Сриблястый (Серебристый) — новый микрорайон города Львова (Украина), расположенный на юго-западе города, в 4 км от его центра, в Железнодорожном районе.
Согласно картам Львова до 1938 года местность, на которой сейчас находится микрорайон «Сриблястый» относилась к Сигновке, включавшей территорию от ул. Городоцкой (бывшая 1-е мая) до Кульпаркова и Скниловка.
Ограничен улицами Патона, Выговского(бывшая Терешкова) и Любинской. Главные улицы «Сриблястого»: М. Кричевского (бывшая Маргариновая), Соловьиная, О. Синявского (бывшая Чукотская), Корякская (бывшая Чиченская).
Застройка микрорайона «Сриблястый» пятиэтажками и девятиэтажными домами началась в конце 1970-х годов. Основное строительство было осуществлено в начале 1980-х годах.
Авторами проекта застройки микрорайона «Сриблястый» были архитекторы З. Пидлисный, Л. Нивина, С. Земянкин и Л. Скорик инженер-конструктор Я. Корнильев.
Первая очередь жилого микрорайона «Сриблястый» в марте 1980 была удостоена Государственной премии Украинской ССР имени Т.Шевченко.
Проект 1979—1980 гг. — реализован частично.
К микрорайону проведены троллейбусные линии: со стороны ул. Патона маршрут № 3 и № 10, со стороны ул. Любинской маршрут № 9.
Рядом находится Львовский аэропорт, предприятие ЛОРТА (бывший ЛПО им. В. Ленина) и авиаремонтный ремонтный завод.

## Важные сооружения
- Торговый центр «Сриблястый» с супермаркетом Арсен построен в 2007 году.
- Ресторан банкетный «Шекспир» открыт в начале 2000-х годах
- Школа № 15 с углублением русского языка открыта в 1979 году
- Дворец Культуры и творчества ЛОРТА (бывшего ЛПО им. В. Ленина) построен в начале 1980-х годах. Архитекторы Р. Бекесевич, В. Марченко, М. Сметана соавтор Л. Королишин
- Администрация Железнодорожного района Львова (Бывший ВЛКСМ Железнодорожного района) построен в 1980-х годах. Архитекторы Б. Кузнецов и Л. Нивина
- 5-я городская поликлиника построена в конце 1970-х годах Архитекторы Л. Нивина и Т. Заславская

Ранее в микрорайоне «Сриблястый» находилось консульство Российской Федерации.